# 李鈺 (朝鮮)
李鈺（1760年—1815年），朝鮮京畿南陽（華城）儒生，出身寒微，正祖十四年 （1790）增廣試考上生員二等，進入成均館。正祖二十年（1796）參加科舉（別試初試），榮登首席狀元，而國王以小品文體並未徹底改過為由，把他降為末席，李鈺遂拋棄科舉出仕的夢想，回鄉隱居，讀書撰文，成為一位民間文學家、小說家。

## 生平[1][2]
李鈺，號文無子(문무자)、梅史(매사)、梅庵(매암)、絅錦子(경금자)、花石子(화석자)、靑華外史(청화외사)、梅花外史(매화외사)、桃花流水館主人(도화유수관주인)。其本貫為全州李氏支派，有三個兄弟和六個姐妹，世代居住於漢陽附近。正祖十四年 （1790）增廣試考上生員二等，進入成均館。此時正祖推動「文體反正」措施， 強調成均館儒生應該努力排斥小品文體，而李鈺所著文章中摻雜稗說小說的痕迹，正祖十六年（1792）被國王發現，令李鈺每天撰四六文五十首，頓革舊體，再去慶尚道充軍贖罪。正祖二十年（1796）李鈺再次參加科舉考試（別試初試），榮登首席狀元，而國王竟以小品文體並未徹底改過為由，把他降為末席。隨後，李鈺因父親去世服喪三年，之後被召回三嘉（現今陜川郡）服完剩下的兵役。

## 著作
由於沒有取得功名，他並未有以他為名的文集傳世，其作品多被收錄在他的成均館同學金鑢的文集《潭庭叢書》之中。後人輯有《譯註李鈺全集》、《完譯李鈺全集》。